# Lavoisier Freire Martins
Lavoisier Freire Martins (Ocara, 27 marzo 1974) è un giocatore di calcio a 5 brasiliano.

## Biografia
Utilizzato nel ruolo di portiere, a partire dal 1995 con la disputa della Taça América de Futsal 1995 ha iniziato a partecipare alle vittorie della nazionale maschile di calcio a 5 del Brasile: anche nell'anno successivo fa parte della spedizione brasiliana che conferma il titolo ma non è tra i brasiliani che vincono il mondiale in Spagna.
Nel 1998 ritorna tra i pali della nazionale che vince la Coppa America e bissa il titolo l'anno successivo, presentandosi al FIFA Futsal World Championship 2000 come grande favorita e campione uscente, ma perdendo la finale per il titolo per 4-3 a favore della Spagna.
Quattro anni più tardi è tra i selezionati per il mondiale a Taiwan, in cui il Brasile perde la semifinale di nuovo con la Spagna e termina la manifestazione al quarto posto, è l'ultima esperienza di valore internazionale con i verdeoro.